# Nikita Siemiannikow
Nikita Władimirowicz Siemiannikow, ros. Никита Владимирович Семянников (ur. 26 czerwca 1988 w Archangielsku) – rosyjski hokeista.

## Kariera
- HK Pitier (2006-2007)
- SKA 2 Sankt Petersburg (2007)
- Jermak Angarsk (2012)
- Kapitan 2 Stupino / Kapitan Stupino (2008-2009)
- Mietałłurg Miednogorsk (2009)
- Saryarka Karaganda (2009)
- Kazakmys Sätbajew (2009-2010)
- HK Ałmaty (2010-2011)
- Kristałł-Jugra Biełojarskij (2011-2013)
- Orlik Opole (2014-2015)
- Naprzód Janów (2015-2016)

Wychowanek Spartaka Archangielsk. Występował w rozgrywkach III ligi rosyjskiej (2005-2009) i w kazachskiej wyższej ligi (2009-2011). Od 2014 zawodnik Orlika Opole w rozgrywkach Polskiej Hokej Ligi. Zawodnikiem Orlika był do 2015. Później został graczem Naprzodu Janów.